# Toni Krahl
Toni Krahl (Berlijn, 3 oktober 1949) is een Duitse zanger van de band City.

## Voorgeschiedenis
Krahl groeide op in de DDR. Terwijl zijn ouders naar het Verenigd Koninkrijk gingen, waar zijn vader werkte als correspondent, woonde Krahl in het kindertehuis van het ministerie van buitenlandse zaken. Toen zijn ouders verhuisden naar Moskou, ging hij daar naar school. Na zijn terugkeer in de DDR bezocht hij vanaf 1965 de Alexander von Humboldt-school in Berlin-Köpenick. Hij woonde tijdens deze periode in Oberschöneweide. In 1967 formeerde hij met Rainer Köchling, Frank Pfeifer en Peter Gross zijn eerste band Wurzel munus 4.
Toni Krahl werd op 29 november 1968 door het hooggerechtshof van de rechtbank Berlijn tot een 3-jarige gevangenisstraf veroordeeld wegens een protestdemonstratie en een folderactie tegen de intrede van de Warschaupact-staten in de Sovjet-Unie, die na drie maanden werd omgezet naar twee jaar voorwaardelijk. Zijn vader Franz Krahl werd derhalve van zijn functie als afdelingshoofd ontheven bij de krant Neues Deutschland en verplaatst naar het archief. Toni Krahl kreeg voor deze periode een werkplek bij de 'VEB Werkzeugmaschinenfabrik 7 Oktober' in Weißensee. Na beëindiging van de werkplek werkte hij als mecanicien in de farmaceutisch-technische afdeling van de Charité. Voor zijn solidariteitsbewijs werd Krahl in 2008 onderscheiden door de Tsjechische minister-president Mirek Topolánek met de Karel Kramar-orde.
Begin jaren 1970 trad Krahl als zanger op bij de bands Die Kleinen, het Hanert-Combo, de Maddogs en Suwami (later College Formation). Hij werkte tijdens deze periode bij deze band als postbode bij de Deutsche Post van de DDR, waarbij hij als vrije medewerker telegrammen bezorgde. Van 1973 tot 1975 bezocht hij de muziekschool Friedrichshain om een beroepsmuzikantenlegitimatie te verwerven.

## Carrière
Sinds 1975 is Krahl zanger van de band City. Hij verving toentertijd op advies van manager Edeltraut Bröckel Emil Bogdanow, die de band verliet en via Joegoslavië verhuisde naar West-Europa. Bij City schreef Krahl ook zijn eerste songteksten. Het eerste album Am Fenster, dat ook in de Bondsrepubliek verscheen, kreeg een gouden plaat. De door Krahl gezongen titelsong Am Fenster telt tot de grootste hits in de DDR-rockgeschiedenis. In 1978 had Krahl met City zijn eerste optreden in West-Duitsland. Later kreeg hij met City twee verdere gouden- en een platina plaat.

## Verdere activiteiten
In 1986 was hij lid van de All Star-band Gitarreros. Vanaf eind 1988 was Krahl voorzitter van de sectie rockmuziek bij het Komitee für Unterhaltungskunst. Hij was mede-initiatiefnemer van de Resolution von Rockmusikern und Liedermachern voor een democratisering van de DDR-maatschappij van 18 september 1989. Op 25 oktober 1989 nam hij deel aan het concert Hierbleiber für Hierbleiber in het huis van de jonge talenten in Oost-Berlijn.
In 1990 werd Krahl voorzitter van de organisatie Musik-Szene e.V. Hij richtte met Fritz Puppel de eerste onafhankelijke DDR-platenfirma K&P Musik op, waarbij in de loop van de jaren geluidsdragers verschenen van Karat, Keimzeit, The Inchtabokatables en ook meerdere albums van de eigen band City.
In 2005 speelde hij in de bioscoopfilm Max und Moritz Reloaded mee.

## Onderscheidingen
In 2007 kreeg Krahl met zijn band City de grootste Oost-Duitse mediaprijs Goldene Henne.
- Gemeinsame Normdatei: 135494486
- International Standard Name Identifier: 0000 0003 7207 4730
- Library of Congress Control Number: n2016063156
- MusicBrainz: d241e6c9-2e8e-47c5-a439-0459b4f027ee
- Virtual International Authority File: 8605128
- WorldCat: E39PBJg4gtYbtdBVdcjTDB9VYP